# Nix
Nix — кросплатформний пакетний менеджер, що використовує так звану функціональну модель впровадження, в якій компоненти програмного забезпечення встановлено в каталоги, створені через криптографічні хеші, а залежності від кожного компонента включені в кожен хеш, тим самим вирішується проблема пекла залежностей.
Для визначення пакетів використовується спеціально розроблена для системи мова функціонального програмування, що використовує стратегію лінивих обчислень.
Підтримуються операційні системи Linux (де може працювати паралельно з існуючим менеджером пакетів) та macOS. NixOS — дистрибутив Linux, цілком орієнтований на пакетний менеджер Nix.
На основі пакетного менеджера Nix створено пакетний менеджер GNU Guix.

## Nixpkgs
Nixpkgs — це репозиторій пакетів, побудований на базі менеджера пакетів Nix. Згідно з Repology, станом на січень 2025 року, він містить понад 122 000 пакетів та має більшу кількість оновлених пакетів, ніж будь-який інший репозиторій пакетів. Операційні системи, що підтримуються Nixpkgs, це переважно Linux та Darwin, з деякою підтримкою варіантів Windows та BSD. Підтримувані архітектури процесорів включають 64-розрядні x86 та ARM. Пакети для цих архітектур збираються регулярно за допомогою служби безперервної інтеграції під назвою Hydra, а результати цих збірок завантажуються до публічного бінарного кешу. Коли Nix встановлює пакет, він перевіряє цей кеш та завантажує бінарний пакет, щоб уникнути його локального збирання.
Nixpkgs розробляється в одному репозиторії Git на GitHub. Окрім пакетів, він також містить вихідний код NixOS .

## Проекти з використанням Nix
NixOS  — це дистрибутив Linux, який використовує Nix для керування всією конфігурацією системи, включаючи ядро Linux.
Nix використовується для пакування та розповсюдження програмного забезпечення в експерименті CERN LHCb. Nix лежить в основі платформ розподіленої розробки програмного забезпечення Replit  та Firebase Studio.